# 桂琳琳
桂琳琳（1933年1月3日—2015年2月27日），女，浙江慈溪人，中国物理化学家、结构化学家，中国石油催化界元老。北京大学教授。

## 生平
1933年1月3日，出生于浙江省慈谿县慈城镇（今属宁波市江北区）。抗日战争爆发后，随父亲迁居上海，在上海上学。1950年，考入燕京大学，在化学系学习。20世纪50年代初，中国高等院校院系调整，燕京大学化学系并入北京大学。1952年，转入北大化学系就读。1953年，北大化学系毕业。
毕业后，留校任教。1953年至1960年，任北大化学系助教。1979，晋升北大化学系副教授。1985年，晋升北大化学系教授。1986年，成为北大化学系博士生导师。
文化大革命期间，受到冲击被批斗。
1986年至1994年间，当选为中国化学会第二十二届，第二十三届理事会理事。1994年及之后，当选中国晶体学会第一届、第二届理事会理事。
2015年2月27日1时40分在北京因病医治无效逝世，享年82岁。

## 家庭
丈夫丁石孙是中国数学家，曾任民盟中央主席，全国人大常委会副委员长。。

## 学术研究
桂琳琳是中国著名女物理化学家。20世纪50年代，在北大化学系从事结晶化学的教学研究，师从唐有祺。1956年，在唐的指导下，发表论文“论无水亚硫酸钠的晶体结构”，是中国建国早期发表结晶化学代表论文之一。
1963 年，中国国家科委（今中华人民共和国科学技术部）委托桂琳琳作为主要筹备组成员之一，在北大负责筹建北京大学物质结构研究基地，1966年，基本建成。1966年春，中国国家科委下达“胰岛素晶体结构测定”研究课题，桂琳琳为主要项目负责人。
20世纪70年代，中华人民共和国石油工业部发起石油催化研究，桂琳琳作为北大主要负责人之一研究多相催化剂。20世纪80年代，曾提出用混胶法制备二氧化钛改性的三氧化二铝载体，并与燕山石油化工公司合作研制开发新型加氢精制催化剂，获得产业成功。
1992年，受中国国家科委聘请，出任“功能体系分子工程学研究”项目首席科学家。

## 荣誉
- 20世纪70年代末，获得中国石油部科技进步二等奖
- 20世纪80年代初，获得中国国家教委科技进步一等奖[5]
- 20世纪80年代中，获得中国石油部科技进步二等奖、中国国家科技进步三等奖

## 代表著作
主要代表著作有：
- 《X射线与紫外光电子能谱》（译著）
- 《科学新领域—— 今后五年展望》（译著）